# Nils Forsberg
För andra betydelser, se Nils Forsberg (olika betydelser).

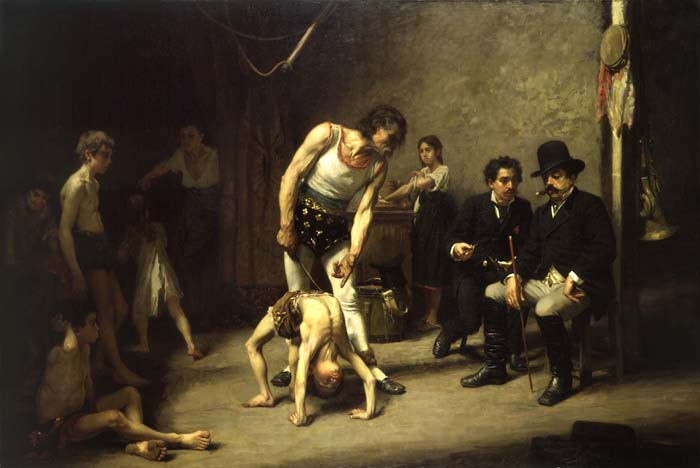
Akrobatfamilj inför cirkusdirektören (1878), I sin memoarbok Mitt liv berättar Nils Forsberg hur målningen kom till. Frankrike stiftade en lag för att göra slut på allt hänsynslöst utnyttjande av minderåriga till hårt arbete. Detta gällde barn under 16 år, med undantag för egna barn där gränsen var 14 år. Forsberg ville med denna målning se till att arbetsförhållandena för resande barn inte glömdes bort.

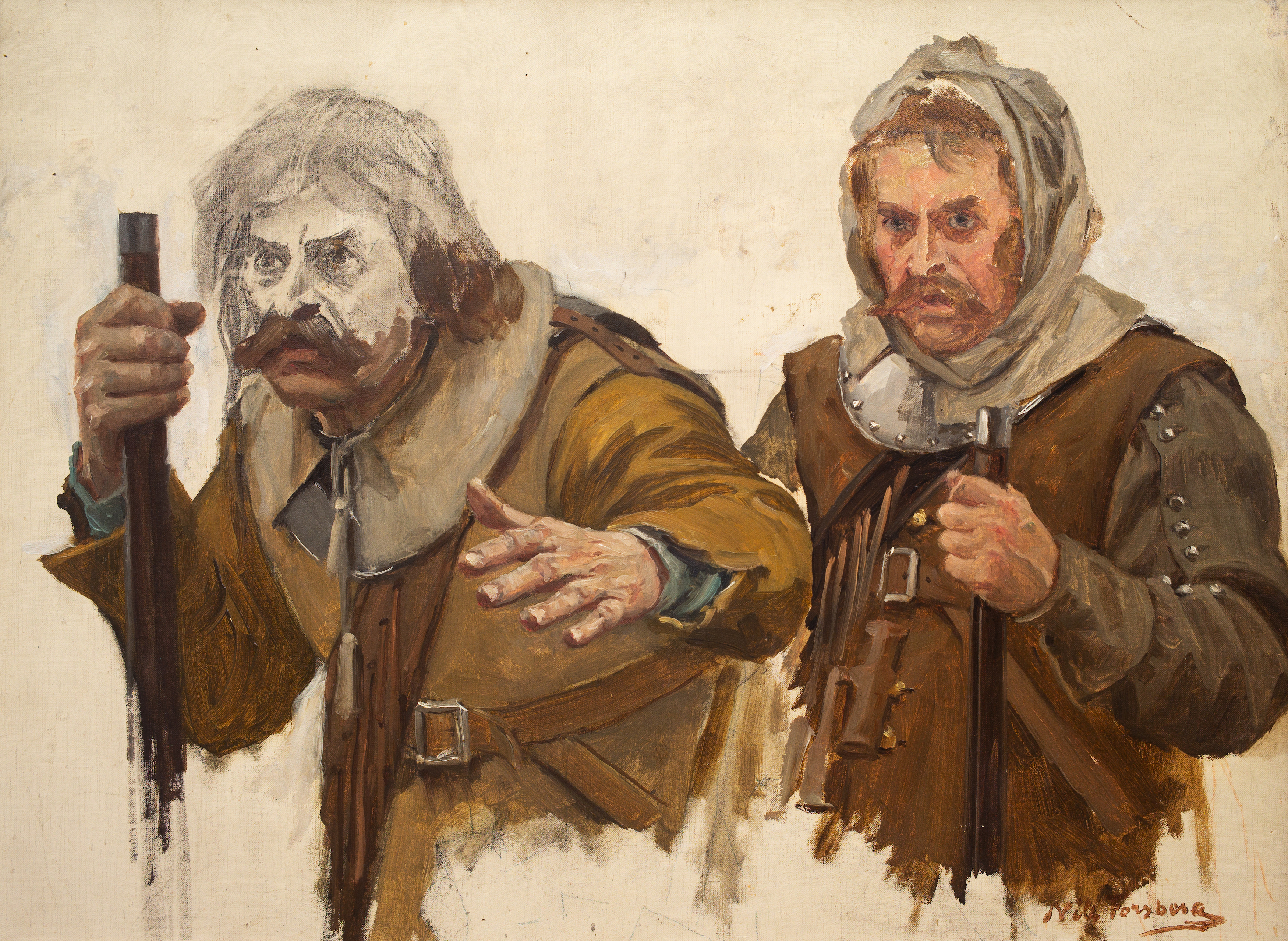
Oljeskiss till målningen "Gustaf II Adolf före slaget vid Lützen (1900)"

Nils Forsberg, född 17 december 1842 i Kätteryd, Riseberga i Skåne, död 8 november 1934 i Helsingborg, var en svensk konstnär. Han var kusin till Svante Forsberg.

## Biografi
Nils Forsberg föddes i ett fattigt hem utanför byn Riseberga, som son till torparen Ola Forsberg och Kristina Persdotter. Han började redan vid unga år arbeta som vallpojke hos bönderna i trakten. Tidigt hade han ett stort intresse för det konstnärliga och när hans föräldrar beslutade att han skulle sättas i lära hos en skomakare rymde han hemifrån och begav sig till Helsingborg där han hamnade som lärling hos en målare (konstnär). Här målade han sin första målning – en kopia av Westins altartavla i Riseberga kyrka.
Från Helsingborg gav sig Forsberg 1861 av till Göteborg där han fick undervisning i Slöjdskolan (nuvarande HDK). En privatperson försåg Forsberg med ett stipendium på 300 kronor vilket gjorde det möjligt för den unge konstnären att resa till Paris. Denna resa var bara tänkt att vara i ett par veckor men han blev kvar i 35 år, mellan 1867 och 1902, där han bland annat var elev till målaren Léon Bonnat. Under sin tid i Bonnats skola stiftade han bekantskap med den samtida svenska konstnären Gustaf Cederström. Under Paris-tiden gjorde han också bekantskap med den mycket yngre skånska konstnären Jonas Åkesson, som senare skulle bli en av Skånes främsta porträttmålare. Jonas Åkessons målningar finns i många slott, herrgårdar och styrelserum i Skåne. Tiden innan Forsberg själv slog igenom som konstnär försörjde han sig bland annat som yrkesmålare, fotograf och genom att kopiera redan kända målningar.
Forsberg deltog som sjukvårdssoldat i fransk–tyska kriget 1870–1871. Här fick han inspriation till sitt mest berömda verk "En hjältes död". Bilden inspirerades av en menig soldat, som ensam höll stånd mot tyskarna precis utanför Paris tills förstärkning anlände. Soldaten, som var svårt sårad, fördes till sjukhuset som en hjälte men avled senare av sina sår. Målningen som var tänkt som en protest mot kriget men uppfattades som en patriotisk skildring av en hjälte belönades med guldmedalj på Parissalongen 1888 och en andra medalj på Världsutställningen i Paris 1889.
Sin första egentliga framgång som konstnär fick Forsberg med "Akrobatfamilj inför cirkusdirektören" 1878. Denna målning hänger nu på Göteborgs museum. På Världsutställningen i Paris 1900 ställde Forsberg ut sin största målning "Gustaf Adolf före slaget vid Lützen" även denna målning finns idag på Göteborgs museum. Efter att återvänt till Sverige 1902 målade Forsberg mestadels porträtt. Forsberg har även målat altartavlan i Kattarps kyrka som han donerade dit 1911. Den 14 mars 1929, vid 86 års ålder, erhöll Forsberg en statspension på 4 000 kronor. Forsberg finns representerad vid Norrköpings konstmuseum och Nationalmuseum i Stockholm.
Forsbergs gravvård återfinns på Pålsjö kyrkogård i Helsingborg. Forsbergs son hette även han Nils och verkade också som konstnär. Utgav 1929 genom Albert Bonniers Förlag självbiografi Mitt Liv tillsammans med författaren Georg L. Dahlin (J. L. Kessel).

## Bildgalleri

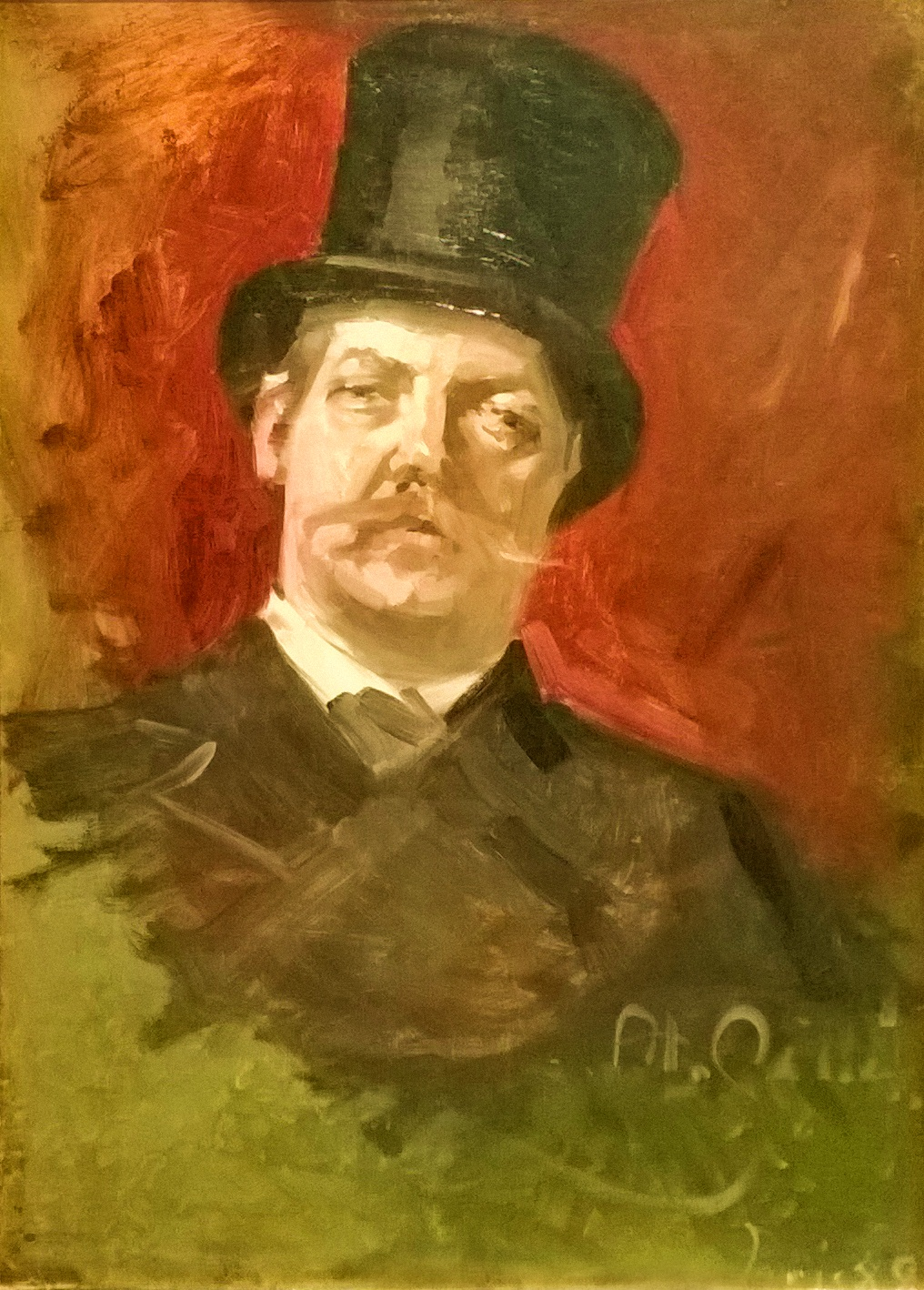
Porträtt av Nils Forsberg (utfört 1889 av Akseli Gallen-Kallela)
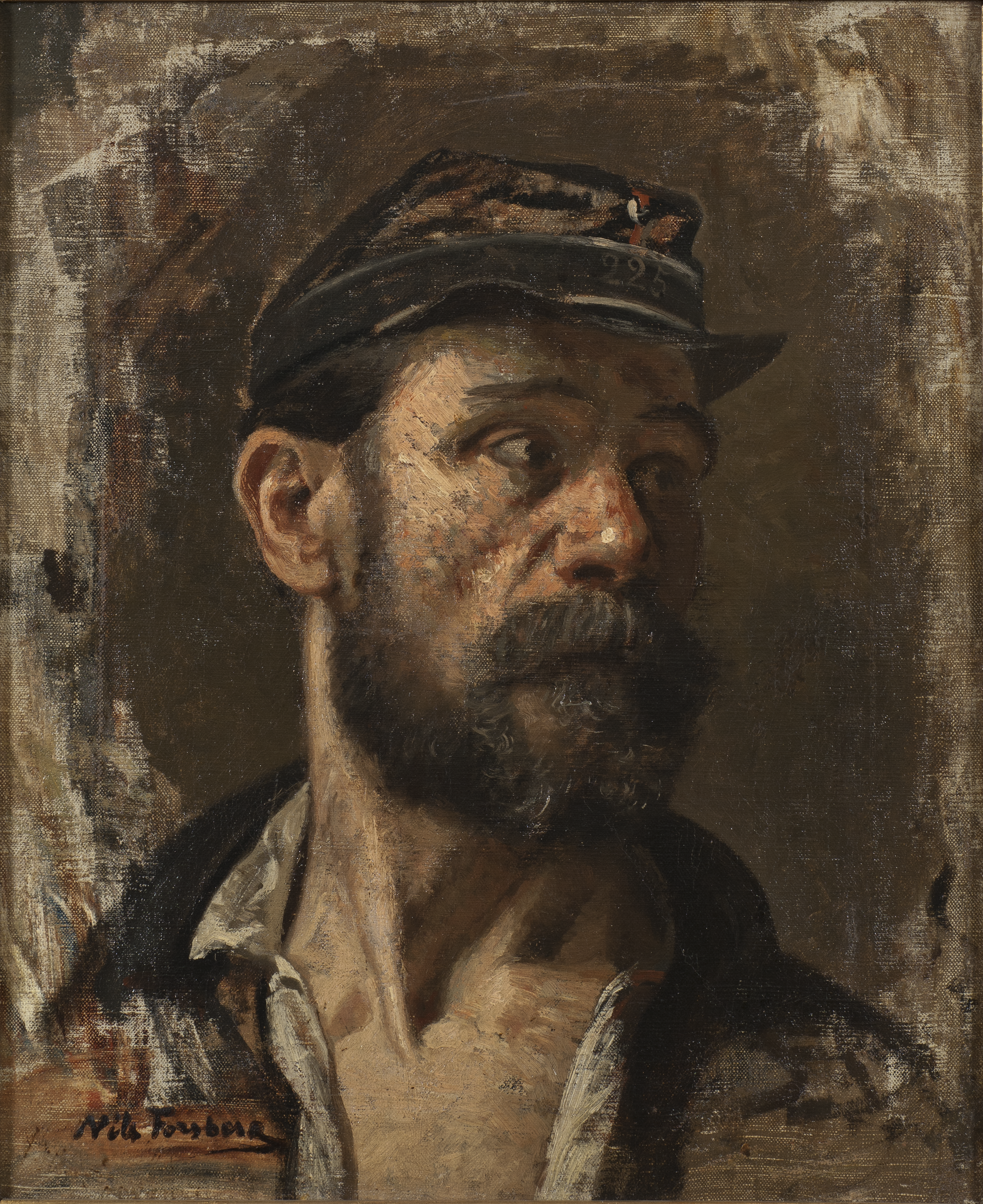
En kommunard (1871)
I Paris-ateljén (c:a 1886-88)
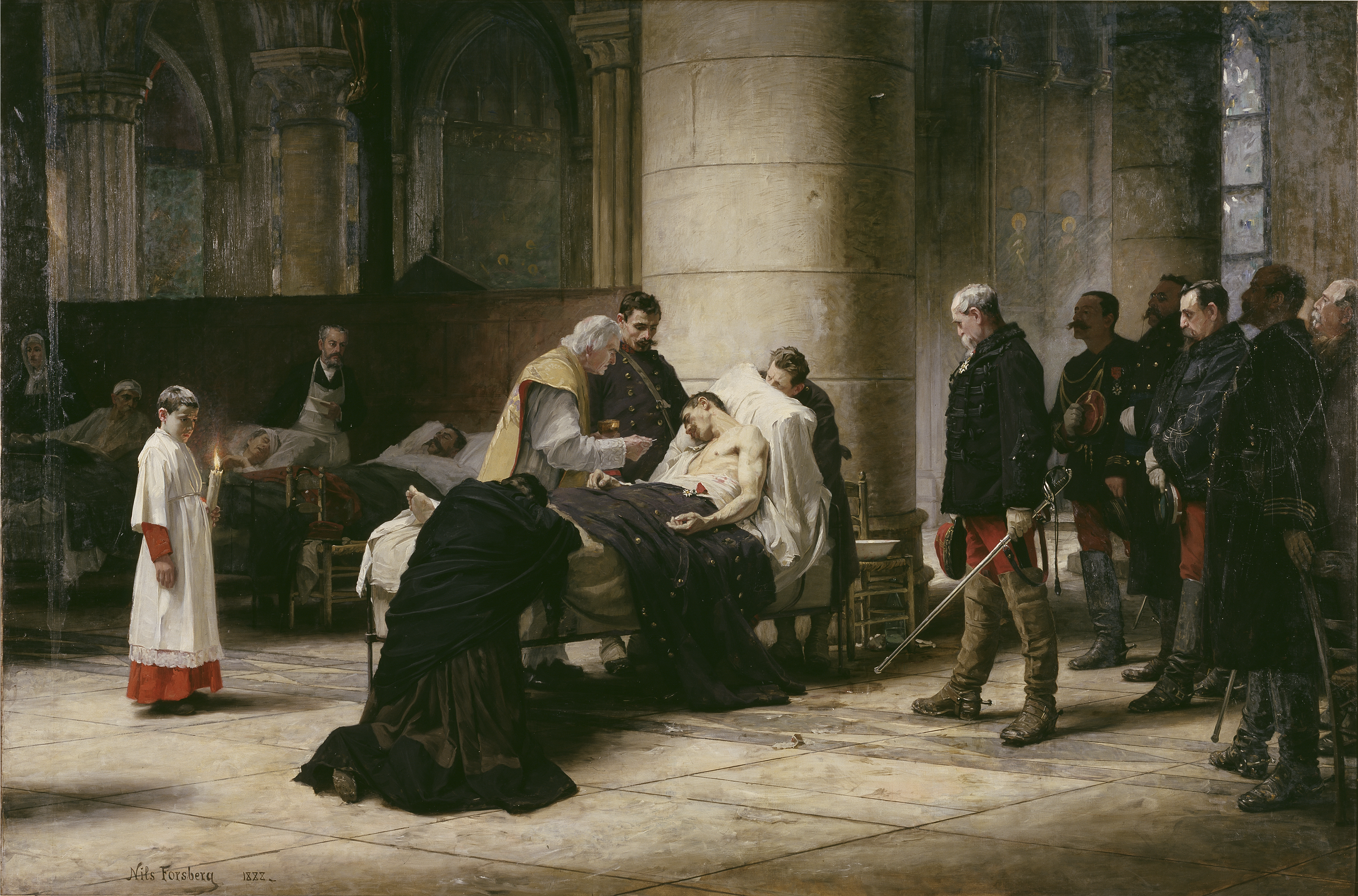
En hjältes död, (1888). Nationalmuseum, Stockholm.
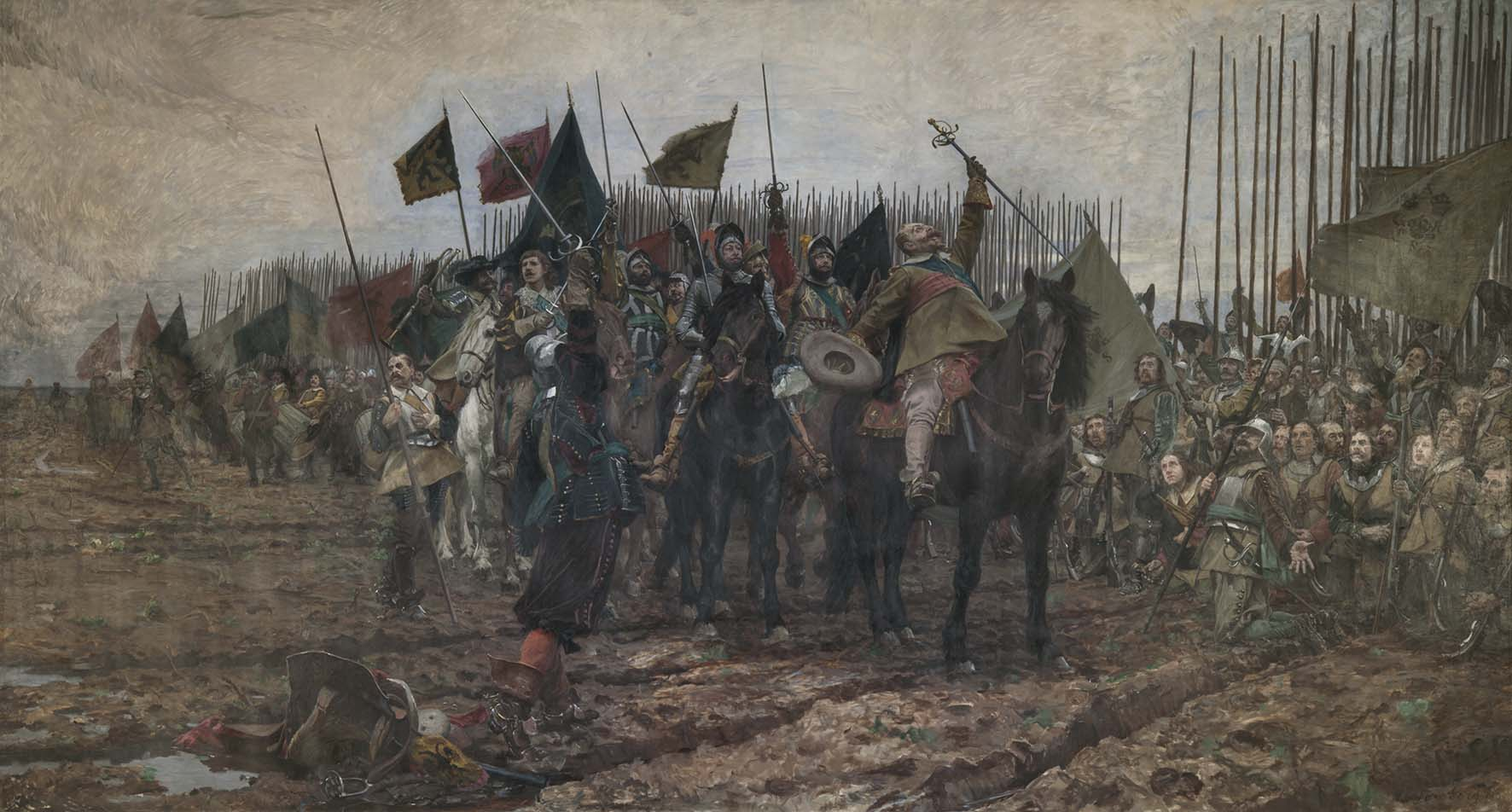
Gustaf II Adolf före slaget vid Lützen (1900)
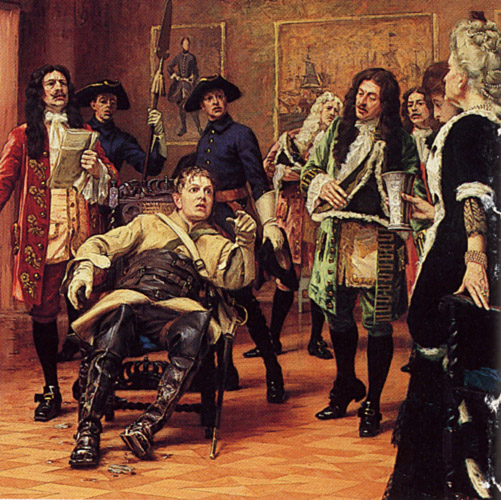
Stenbocks kurir, (1911). Helsingborgs museer. Målad till minne av slaget vid Helsingborg.